# Ökölszabály (Agatha Christie-színdarabgyűjtemény)
Az Ökölszabály (Rule of Thumb) Agatha Christie három egyfelvonásos színdarabjának gyűjteménye, melyek cselekmény szempontjából egymástól függetlenek, mégis egy este alatt szokták bemutatni.
A három egyfelvonásos színdarab:
- Darázsfészek (The Wasp's Nest)
- Patkányok (The Rats)
- A páciens (The Patient)

Színpadon Magyarországon még nem került bemutatásra.